# 志摩市立磯部小学校

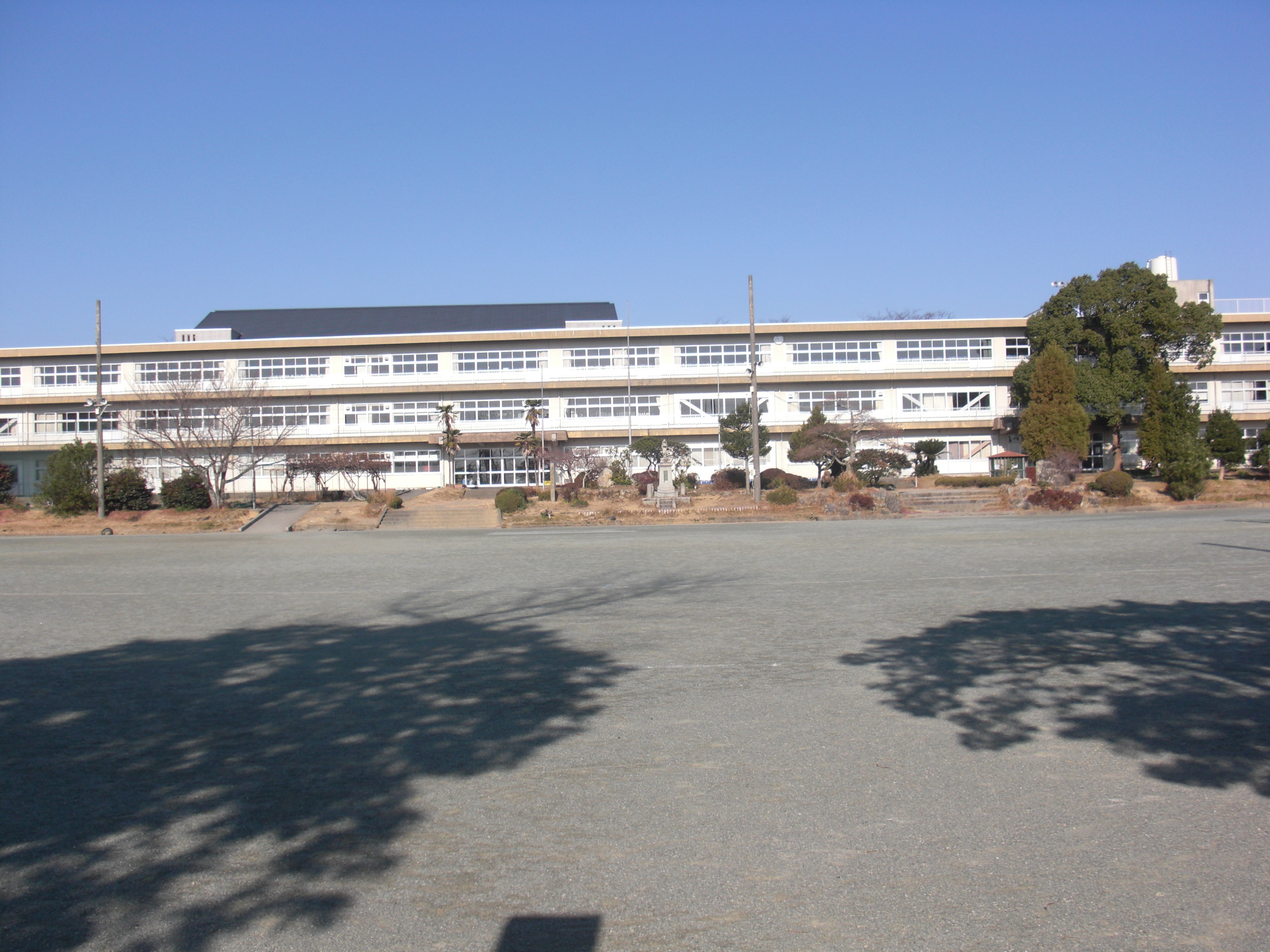
校舎と運動場

志摩市立磯部小学校（しましりついそべしょうがっこう）は、三重県志摩市磯部町恵利原1275番地にある、公立小学校。学校の通称は磯小（いそしょう）。2013年（平成25年）5月1日時点の児童数は293人で、志摩市内では志摩市立鵜方小学校に次いで2番目に多い。

## 特色
学級は1組・A組など数字やアルファベットではなく、伝統的に松組など松竹梅で表現するという特色がある。またPTAに相当する組織は「愛育会」と称する。
児童数が多かった頃は松竹梅に続き、桃組・桜組があった。最盛期は1940年（昭和15年）頃で約1,500人の児童が在学した。また坂崎分校を志摩市磯部町坂崎1017番地に設置していたが、2016年（平成28年）3月31日に正式に廃校した。1996年（平成8年）時点の児童数は、本校が17学級480人、坂崎分校が2学級12人であった。
運動場は「グリーントップ」と呼ばれる、水はけを良くするための砂利が敷かれているため、うっすらと青緑色をしている。
校地内に磯部幼保園と、電子基準点がある。

## 歴史

### 開校前史
1875年（明治8年）、学制の発布により各村に学校が設置された。すなわち、五知学校・沓掛学校・山田学校・上之郷学校・下之郷学校・飯浜学校・恵利原学校・迫間学校・築地学校・穴川学校・坂崎学校の11校である。これらの学校は多くが村内の寺院に開設され、下之郷学校と恵利原学校は2つの施設を間借りしていた。1883年（明治16年）には学校統合が行われ、磯部学校と修斉学校の2校となった。磯部学校は恵利原村に設置され恵利原村・山田村・上之郷村の児童が本校に通学、五知村・沓掛村・下之郷村・坂崎村の児童は村内に置かれた分教場に通学した。修斉学校は迫間村に設置され迫間村と穴川村の一部の児童が本校に通学、築地村と穴川村の児童は村内に置かれた分校に通学した。1886年（明治19年）、磯部尋常小学校と築地尋常小学校の2校となり、磯部尋常小学校は下之郷と迫間の2分教場、飯浜・坂崎・穴川・三郷の4簡易授業所を有した。
1892年（明治25年）には2校は解体され、6つの尋常小学校となった。すなわち磯部尋常小学校が恵利原尋常小学校に改称、坂崎簡易授業所が坂崎尋常小学校に改称、穴川簡易授業所が穴川尋常小学校に改称、三郷簡易授業所が三郷尋常小学校に改称、下之郷分教場と飯浜簡易授業所が統合して磯部尋常小学校、迫間分教場と築地尋常小学校が統合して修養尋常小学校となったのである。1900年（明治33年）に授業料が廃止され、それまで男子は米2升、女子は米1升分かかったと言われる授業料が不要となった。三郷尋常小学校は1903年（明治36年）に分裂し、五知尋常小学校と伊雑尋常小学校となった。各地区に学校が設置されていたため、教育環境は厳しく、複式教授や二部授業などで急場をしのいだ。
磯部小学校として統合されるまでの各地区の学校の変遷を示すと、以下のようになる。
| 地区   | 1875 - 1883 | 1883 - 1886  | 1886 - 1892    | 1892 - 1903      | 1903 - 1911      |
| ------ | ----------- | ------------ | -------------- | ---------------- | ---------------- |
| 五知   | 五知学校    | 五知分教場   | 三郷簡易授業所 | 三郷尋常小学校   | 五知尋常小学校   |
| 沓掛   | 沓掛学校    | 沓掛分教場   | 三郷簡易授業所 | 三郷尋常小学校   | 伊雑尋常小学校   |
| 山田   | 山田学校    | 磯部学校     | 三郷簡易授業所 | 三郷尋常小学校   | 伊雑尋常小学校   |
| 上之郷 | 上之郷学校  | 磯部学校     | 磯部尋常小学校 | 恵利原尋常小学校 | 恵利原尋常小学校 |
| 下之郷 | 下之郷学校  | 下之郷分教場 | 下之郷分教場   | 磯部尋常小学校   | 磯部尋常小学校   |
| 飯浜   | 飯浜学校    | 下之郷分教場 | 飯浜簡易授業所 | 磯部尋常小学校   | 磯部尋常小学校   |
| 恵利原 | 恵利原学校  | 磯部学校     | 磯部尋常小学校 | 恵利原尋常小学校 | 恵利原尋常小学校 |
| 迫間   | 迫間学校    | 修斉学校     | 迫間分教場     | 修養尋常小学校   | 修養尋常小学校   |
| 築地   | 築地学校    | 築地分校     | 築地尋常小学校 | 修養尋常小学校   | 修養尋常小学校   |
| 穴川   | 穴川学校    | 穴川分校     | 穴川簡易授業所 | 穴川尋常小学校   | 穴川尋常小学校   |
| 坂崎   | 坂崎学校    | 坂崎分校     | 坂崎簡易授業所 | 坂崎尋常小学校   | 坂崎尋常小学校   |

#### 磯部高等小学校

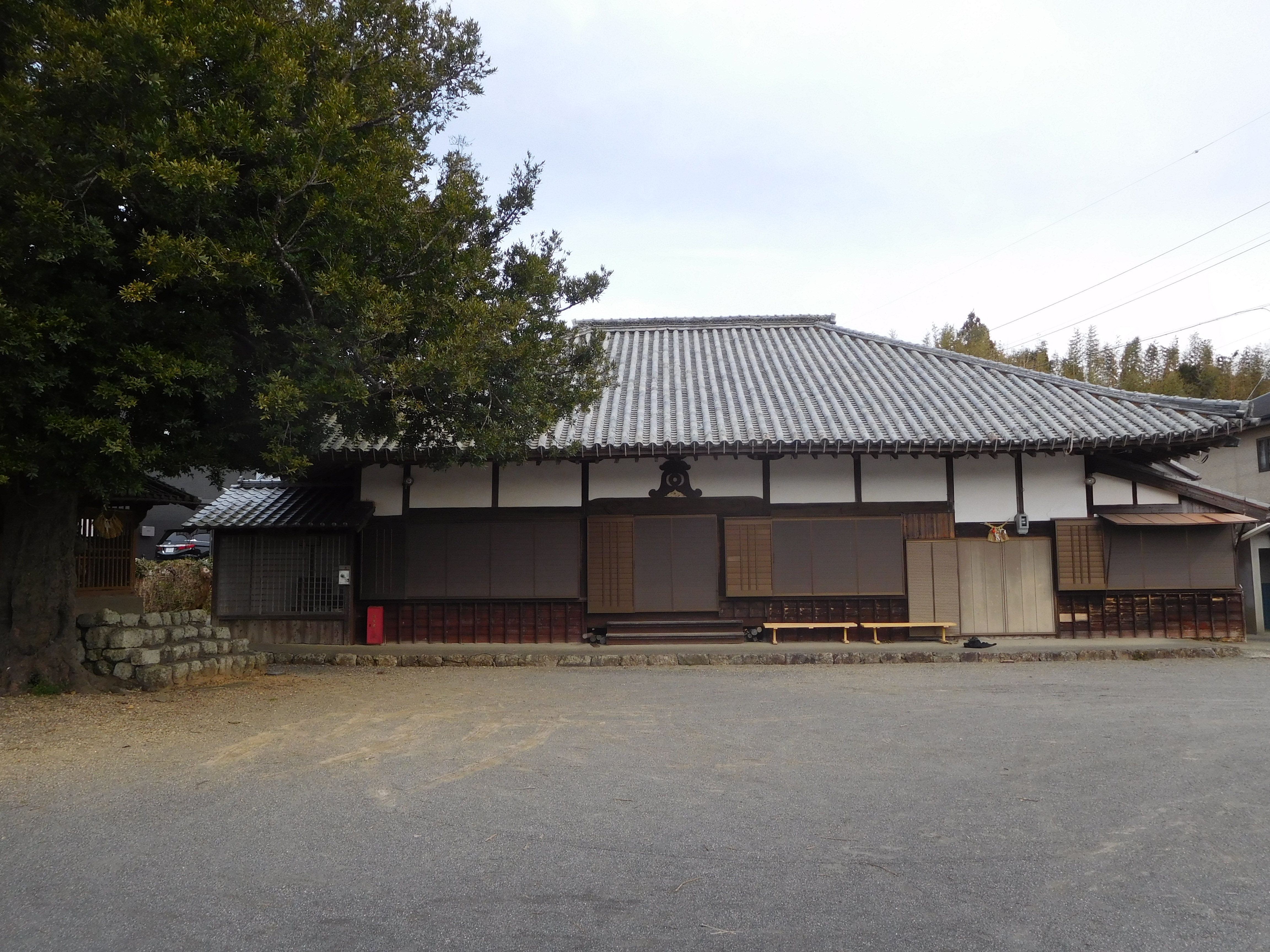
玉泉庵

尋常小学校とは別に、志摩高等小学校第四分校が1895年（明治28年）に磯部村迫間の玉泉庵に開校した。志摩高等小学校は答志郡・英虞郡の町村組合立の学校であり、第四分校の校区は磯部村・鵜方村・浜島村であった。1898年（明治31年）に磯部高等小学校として独立、鵜方分校と浜島分校を置き、1902年（明治35年）には農業補習科を設置した。磯部尋常小学校と統合する1912年（明治42年）まで存在した。磯部高等小学校の開校から統合までの卒業生は男子545人、女子88人であった。

### 学校統合
小学校令改正により義務教育が6年に延長され、1908年（明治41年）から磯部村内の尋常小学校を統合することが議論され始めた。村内7つの校舎増築と教育費増大という金銭的負担が理由である。これに対して反対陳述書が出されるなどしたが、時の村長・坂本庄太郎は「一村一校主義」を貫き、1票差で統合議案は可決され、1911年（明治44年）4月1日に村内の7尋常小学校を統合して磯部尋常小学校を設立した。旧恵利原尋常小学校を仮の本校とし、五知・伊雑・飯浜・築地・坂崎の5分教場を置いた。翌1912年（明治42年）には磯部高等小学校と合併し、磯部尋常高等小学校に改称、新校舎の着工に至った。当時、恵利原1275番地（現校地と同じ）を本校とし、五知・伊雑・飯浜・築地・坂崎・修養・穴川・恵利原・下之郷の9つの仮教場を置いた。仮教場へは尋常科4年生までが通い、尋常科5年生と高等科生は本校通学、尋常科6年生は恵利原と下之郷の仮教場に分かれて通学した。
1914年（大正3年）3月8日、新校舎落成式が挙行された。同日の午後には運動会も開催され、村民一同で落成を祝した。新校舎は平屋建で12教室と職員室、児童読書室、宿直室、休養室、用務員室、物置室、応接室、機械室、奉安殿を有し、校庭には農舎と実習地があった。さらに五知・伊雑・飯浜・築地・坂崎の5分教場を設置していたことから、当時の三重県では稀にみる大規模校であった。また、当時の校長の学校経営手腕と教員の熱心な教育研究により、三重県内各地から参観者が訪れるほどであった。1919年（大正8年）には尋常科6年と高等科2年が初めての修学旅行に出かけ、2泊3日で奈良・京都・大阪を周遊した。ほかに運動会・学芸発表会・時の記念日にちなんだ「早起き会」などの学校行事があった。
1921年（大正10年）には講堂が新築され、一部は教室としても利用された。1924年（大正13年）5月13日、磯部村議会は三重県庁へ校地を横断する三重県道鳥羽浜島線（現・三重県道61号磯部大王線）の改修を要望して受容され、1928年（昭和3年）には校地の拡張と校舎の増築を行い、学校環境の整備を進めた。
1941年（昭和16年）4月1日、磯部村国民学校に改称する。昭和初期は「八紘一宇」と書かれた基石の上に日の丸がはためき、教育勅語奉読が増え、修身教育のために二宮金次郎の銅像が卒業生から寄贈され、軍国主義が浸透していった。太平洋戦争が始まると出征兵士の見送り、体力錬成、校庭でのサツマイモ栽培が行われた。校舎のほとんどは護京部隊に接収され、雨の日は廊下で、晴れの日は近くの穂落宮で授業が行われる状態であった。戦況厳しい中、時の村長・前田林蔵は平和な時代が来て校地を拡張できるよう、小学校の北側の土地を村有地とした。後にこの村有地は磯部村立磯部中学校の校地として利用されることになる。

### 学校施設の整備
1947年（昭和22年）、磯部村立磯部小学校に改称、同年開校した磯部中学校に校舎の一部を貸与した。1949年（昭和24年）に磯部中学校は新校舎の落成に伴い移転するが、代わりに三重県志摩高等学校磯部校舎（後の三重県立志摩高等学校、当時は磯部村立）が磯部小学校の校舎を借用した。1951年（昭和26年）12月6日に校舎は返還された。1951年（昭和26年）、校舎を増築する。同年10月6日には昭和天皇が志摩地方に行幸した際、磯部小学校が奉迎場に指定され、多くの住民が天皇を迎えた。
1955年（昭和30年）、合併による磯部町発足により磯部町立磯部小学校に改称する。1964年（昭和39年）には運動場を整地し、現在の校地が形成され、同年には磯部町立磯部幼稚園（現・志摩市立磯部幼保園）が併設された。同年9月26日には伊勢湾台風の被害を受け、本校を鉄筋コンクリート3階建に建て替え、分校の本校への統合を進める一因となった。1965年（昭和40年）から1967年（昭和42年）にかけて3期かけて本館（校舎）建設工事が行われ、1968年（昭和43年）5月15日に新校舎が完成、翌1969年（昭和44年）3月10日、体育館が完成した。建設予算は4300万円であった。1967年（昭和42年）12月4日には当時の志摩郡初となる歩道橋が磯部小学校前に設置された。同年には障害児学級を設置している。1972年（昭和47年）4月17日、磯部町学校給食センターが磯部小学校内に開設され、完全給食が始まった。
環境整備は続き、1976年（昭和51年）9月4日に夜間照明が設置され、1980年（昭和55年）には1979年（昭和54年）に移転した磯部幼稚園跡地に図書館が新築された。1987年（昭和62年）から1989年（平成元年）に3期かけて校舎の大改造工事が実施された。

#### 分校の縮小

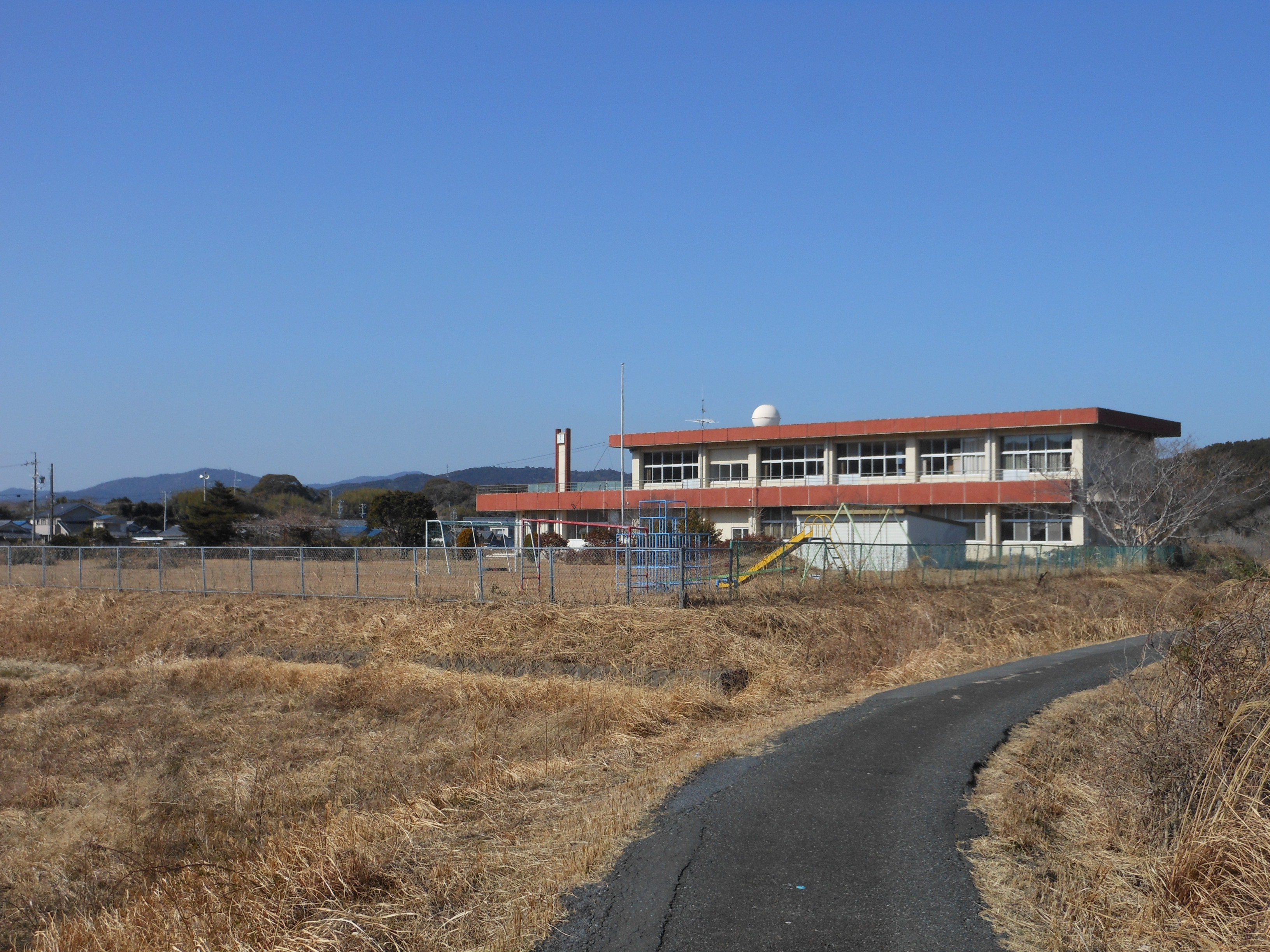
旧・坂崎分校（2014年2月撮影）

多くの分校を有した磯部小学校は、戦後順次本校へ統合していった。その背景として伊勢湾台風による被災と、校舎の老朽化という設備面の課題と、教育効果を高めるという教育面の課題があった。まず1967年（昭和42年）4月1日に五知分校を休校して本校通学とし、1969年（昭和44年）4月1日に坂崎分校の5年生以上を本校通学、翌1970年（昭和45年）4月1日に飯浜分校の3年生以上を本校通学、1972年（昭和47年）4月1日に伊雑分校を休校し全員本校通学、1973年（昭和48年）4月1日に築地分校を休校し全員本校通学とした。五知・伊雑・築地の3分校は1980年（昭和55年）8月12日に廃校式を行って正式に廃校、1989年（平成元年）に飯浜分校も廃校となった。
こうして平成まで残ったのは、坂崎分校のみとなった。坂崎分校は1981年（昭和56年）2月21日に校舎が新築されている。

### 現況

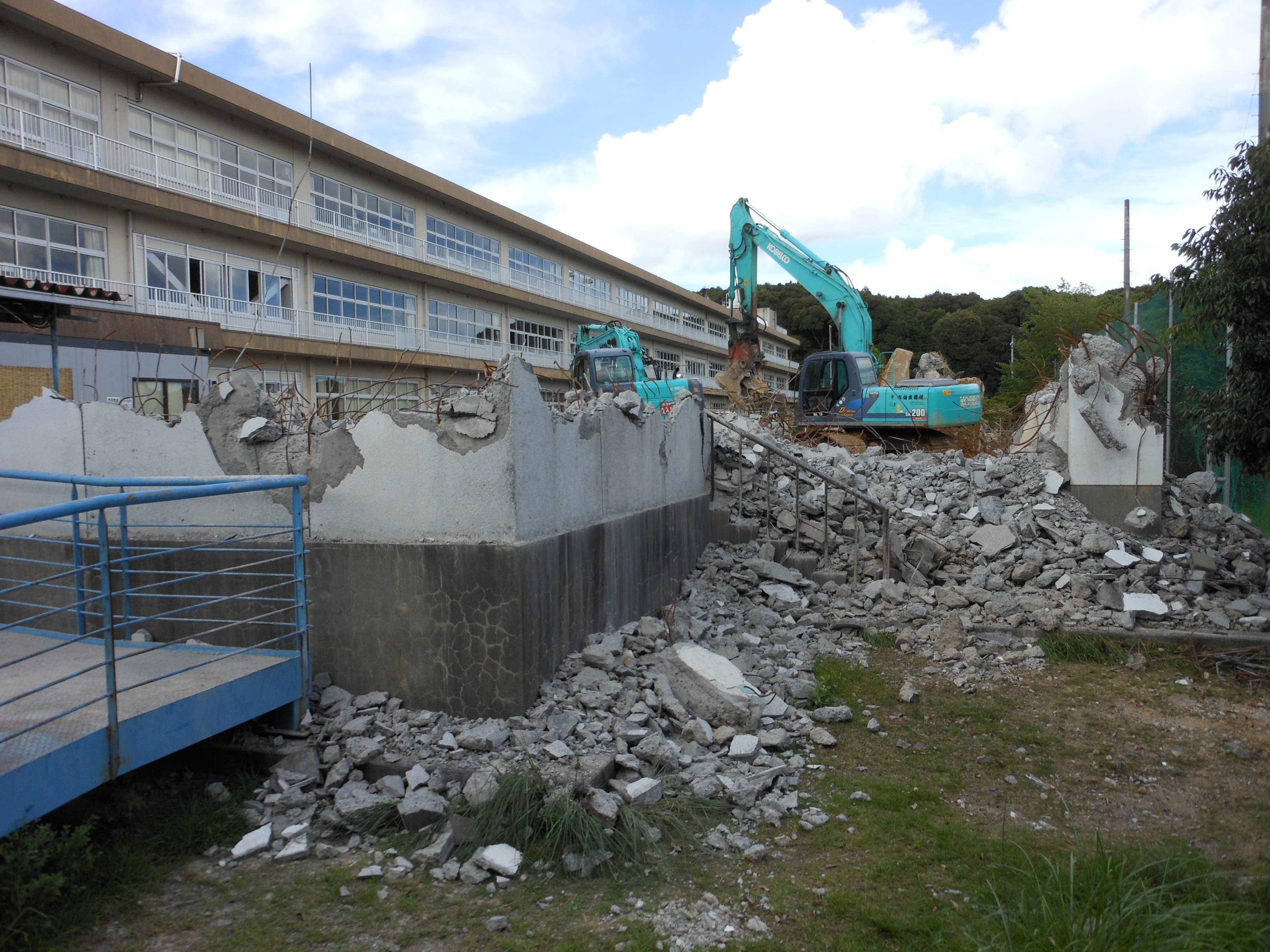
取り壊される図書館（2012年）

2004年（平成16年）10月1日、合併により志摩市が発足、志摩市立磯部小学校に改称した。2008年（平成20年）6月11日、三重県の小学校では初となる囲碁教室が開かれた。
2009年（平成21年）、志摩市は小中学校の再編計画を発表、磯部町内の3小学校（磯部・成基・的矢）を統合し、磯部小学校に新校を設置するため、校舎と体育館の改修と図書館の取り壊しを行うと発表した。そして2010年（平成22年）に坂崎分校が休校した。その後、的矢小学校は鵜方小学校と統合することとなり、2016年（平成28年）4月1日に成基小学校と統合することになった。統合に伴い、2016年（平成28年）3月25日に「閉校式」を挙行して、3月31日をもって一旦「閉校」した。また坂崎分校を同日に正式に廃校とした。そして4月1日に成基小学校と統合した新しい磯部小学校が開校し、4月6日に開校式を挙行した。また2016年（平成28年）3月19日には志摩市立磯部幼稚園と志摩市立下之郷保育所を統合した志摩市立磯部幼保園が校地の西方に完成し、同年4月1日に開園した。

## 教育の特色
学期ごとに「学校開放日」を1日設け、保護者は「朝の会」から「帰りの会」までの間、授業のみならず給食の時間なども自由に見学することができる。この日に合わせて、「学習発表会」を開催し、1学期に3年生と6年生、2学期に2年生と5年生、3学期に1年生と4年生が全校生の前で学習の成果を披露する。
旧坂崎分校は、本校にはない一輪車を使ったパフォーマンスなど分校独自の教育が行われていた。また多くても1学年3名ほどだったため、複式学級になっていた。運動会や修学旅行などの学校行事は本校と合同で行うものがあった。

## 校歌
校歌は峯尾晋の作詞、大柿かおるの作曲で3番まである。1番に穂落宮、2番に伊雑ノ浦と伊雑宮、3番に鸚鵡石（おうむせき）と校区の名所を歌い、それぞれ「ほまれかがやく磯部校」で終わる。二部合唱付きである。
2016年（平成28年）の成基小学校との統合再編を記念して、式典で斉唱される「式歌」が新たに制定された。式歌には、「次の夢へ」という題名が付いている。

## 通学区域
磯部小学校の通学区域（校区）は広く、電車やバスで通学する児童もいる。広い校区を利用し、授業の一環として「校区たんけん」を実施し、3年生から4年生の時に校区内をすべて回って地域の環境や地場産業を学ぶ。校区は以下の通り。
- 五知地区
- 沓掛地区
- 山田地区
- 上之郷地区
- 下之郷地区
- 飯浜地区
- 恵利原地区
- 川辺地区
- 迫間第1地区
- 迫間地区
- 築地地区
- 穴川地区
- 坂崎地区
- 山原地区
- 夏草地区
- 栗木広地区
- 檜山地区

## 周辺
付近には磯部中学校と志摩高等学校、志摩市歴史民俗資料館、穂落宮（佐美長神社）、鳥羽志勢広域連合本部がある。三重交通バス「磯部小学校前」バス停より徒歩約2分（約160m）、近鉄志摩線志摩磯部駅より徒歩約8分（約650m）である。

## 出身者
- 朝志雄亮賀 - 大相撲力士（高砂部屋）[46]